# 닛산 180SX
닛산 180SX(Nissan 180SX)는 일본의 닛산이 제조했던 후륜구동 쿠페 형의 승용차이다. S13형 실비아와 플랫폼을 공유한다.(실비아와 달리 플랫폼명은 RPS13으로 나온다.)
또한, 일본에서는 "SX" 부분은 발음하지 않는 경우가 많고, 통칭은 '원에이티'이다.

### 180SX (RPS13, 1989~1998)

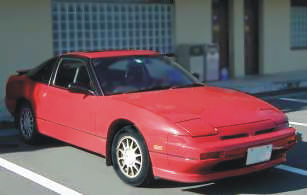
닛산 180SX (RS13) 초기형 정측면

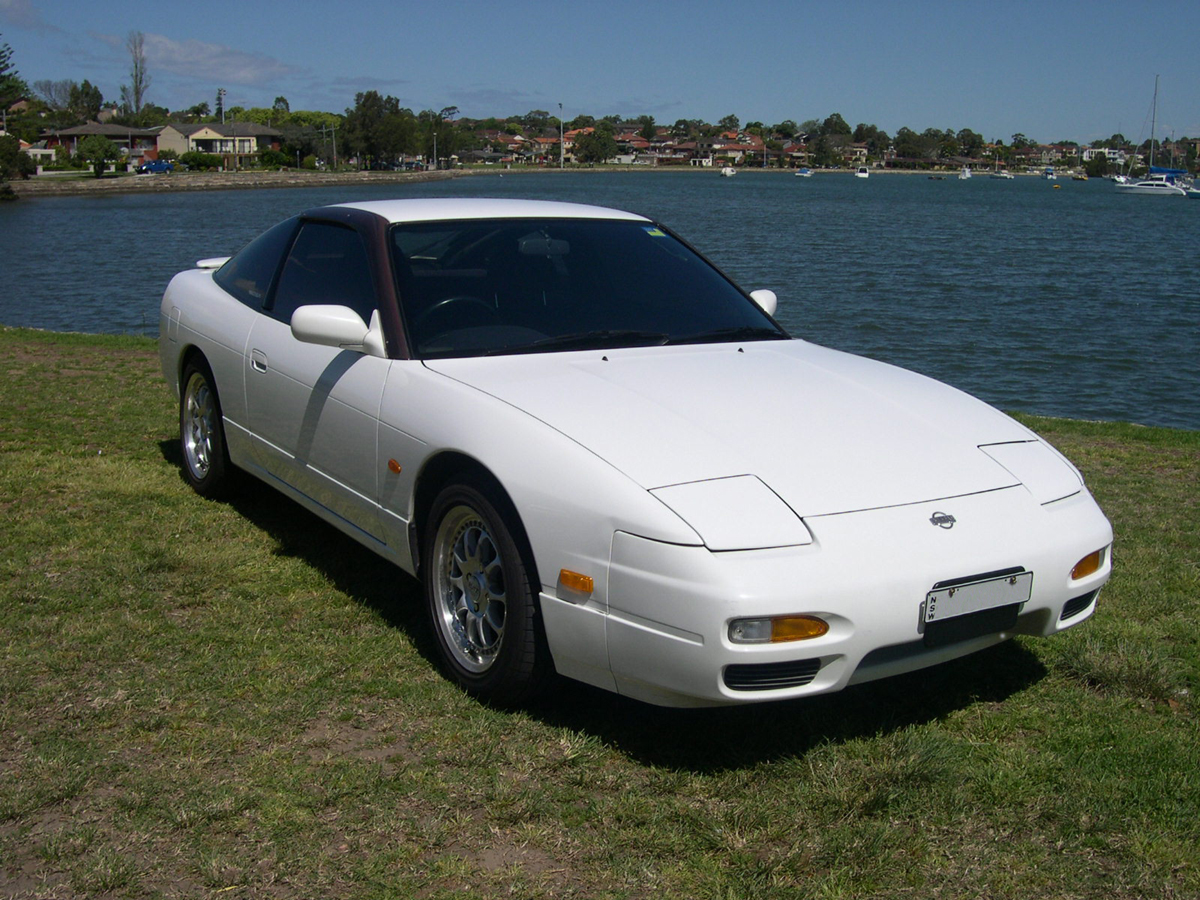
닛산 180SX (RPS13) 중기형 정측면

1989년에 판매를 시작하였다. 그에 앞서, 이미 미국에서는 2.4 SOHC 휘발유 엔진을 사용한 240SX가 이미 판매되고 있었다. 출시 당시 광고 카피는 "For FR Pilot"이었다.
180SX의 빼어난 외견은 판매 당시 각국에서 인기를 끌었고, 현재에도 디자인적으로 손색이 없다. 경량 컴팩트한 5넘버 타입 패스트백 스타일의 바디에 리트렉터블식 헤드램프를 적용하였으며, 원래는 실비아가 노치백 타입의 2도어 쿠페였기 때문에 해치백 스타일의 쿠페가 절실했던 일본 시장의 단비가 되어준 모델이었다. 배기량 1,800cc의 가솔린 터보 175마력(CA18DET) 엔진을 장착하였고, 여기에 5단 수동변속기를 조합한다.
1990년에는 특별 사양인 Type II Leather Selection을 발매, 시트와 기어노브를 가죽으로 치장하고, 불소 코팅 처리한 슈퍼 레드 도장을 적용하였으며, 500대 한정 판매되었다.
1991년에 마이너 체인지가 이루어지면서 기존 1.8에서 2.0으로 배기량을 올렸으며, 이 때, 2.0 가솔린에 터보를 얹은 SR20DET 타입의 엔진이 장착되어, 최고출력 205마력의 출력을 자랑했다.
이 때부터 앞 범퍼의 그릴이 사라지면서 후드와 범퍼 간의 단차도 사라졌으며, 타이어 사이즈도 205/60R15로 커져 광폭타이어로 바뀌었다. 초기형에 들어갔던 하이카스 II는 SUPER HICAS로 진화하여 주행 성능을 높였다.
1992년에는 신형 풀오토 에어컨을 장착한 TYPE III가 추가되었으며, 실비아가 S14형으로 모델을 변경한 후에도, 180SX는 S13형인 채로 판매되었다.
1994년에는 타카타 공업에서 위탁 생산하는 방식으로 바뀌었으며, 이듬해인 1995년에는 운전석 에어백이 기본으로 장착되었고, 알루미늄 휠 디자인과 윈도우 스위치 버튼이 바뀌었다.
그 동안, 블랙 컬러로 되어있던 아웃사이드 미러도 바디컬러와 같은 색상으로 바뀌었다. 1996년에는 300대 한정판 모델인 TYPE R 스포츠를 내놓았는데, 플래티넘 화이트 색상과 스트럿 타워 바, 사이드 실 프로텍트, 니스모 스타일의 머플러,
오디오 블랭킹 커버가 적용된 것이 특징이다.
같은 해 후반기에 마지막 마이너 체인지를 감행하여 스카이라인 스타일의 원형 리어램프를 적용하고, 대형타입 리어 윙, 용량을 키운 후륜 브레이크를 적용하였다. 또한, ABS 브레이크도 기본 적용되어 제동 안전성을 높였다.
1997년에 슈퍼 레드 색상이 단산되고, 옐로우 컬러를 추가했으며, 이후, 주문 생산으로 바뀌었다가, 1998년 12월에 실비아에 통합되는 방식으로 단종되었다.
S14형 실비아보다도 인기가 많은 차종이었다. 또한, 180SX가 판매된 기간은 대략 10년이지만, 그 사이 (약간의 모델 변경은 있었지만) 완전한 모델 변경은 없었고, 기본적인 스타일·성능은 거의 변함이 없는 특징이 있다.
젊은층의 스포츠 자동차로서 생산이 종료된 현재에도 여전히 인기 있는 존재이다. 만화에서는 이니셜 D에 켄지가 타는 것으로 나오는데, 엔진은 1.8리터가 아니라 2리터 SR20DET 엔진을 얹었으며, 흰색 TYPE X 트림으로 1995년 생산분이다.

## 별종
- 실에이티 : 전면부의 리터렉터블 라이트가 정면 충돌로 파손되었을 때의 높은 수리비 때문에 180SX를 탔던 몇몇 사람들은 같은 플랫폼을 쓰는 S13형 실비아의 앞부분으로 교체하여 운행하기도 했는데, 이러한 변형 모델을 실비아와 180SX를 합성한 실에이티(Sil-80)라고 한다. 몇 년 전에는 S15형 실비아의 앞모습을 개조한 사례도 있었는데, 이런 경우는 흔치 않다. 이니셜 D에서 임팩트 블루의 리더인 마코의 차량으로 유명하다.

- 원비아 : S13형 실비아에 180SX의 리터렉터블 라이트가 포함된 앞부분으로 개조한 경우도 있었는데, 이는 원에이티와 실비아를 합쳐 원비아라고 한다.

## 주요 제원
- 배기량(l): 1,800cc
- 전장 X 전폭 X 전고(mm): 4,521 X 1,689 X 1,290
- 축거(mm): 2,474
- 승차정원: 4명